# African Violet
African Violet è un album di Blue Mitchell, pubblicato dalla Impulse! Records nel 1977. Il disco fu registrato nel 1977 al Burbank Studios di Burbank, California (Stati Uniti).

## Tracce
Lato A
1. Mississippi Jump – 6:38 (Larry Nash)
2. Ojos de rojo – 4:04 (Cedar Walton)
3. Sand Castles – 6:08 (Dana Kaproff)
4. African Violet – 6:38 (Steve Hulse)

Lato B
1. As – 6:28 (Stevie Wonder)
2. Square Business – 8:24 (Cedar Walton)
3. Forget – 6:51 (Don Sebeski)

## Musicisti
- Blue Mitchell – tromba (brani: A1, A2, A4, B1 e B2)
- Blue Mitchell – flicorno (brani: A3 e B3)
- Herman Riley – sassofono tenore (brani: A1 e A4)
- Harold Land – sassofono tenore (brani: A2, A3, B1, B2 e B3)
- Sonny Burke – pianoforte elettrico (brani: A1, A4, B1, B2 e B3)
- Sonny Burke – pianoforte (brani: A2 e A3)
- McKinley Jackson – sintetizzatore (brani: A2, A4 e B3)
- Michael Boddicker – sintetizzatore (brani: A3, B1 e B2)
- Lee Ritenour – chitarra
- Chuck Domanico – contrabbasso (brani: B2 e B3)
- Scott Edwards – basso (brani: A1, A2, A3, A4 e B2)
- James Gadson – batteria (brani: A1, A2, A3, A4 e B2)
- Harold Mason – batteria (brani: B1 e B3)
- Paulinho Da Costa – congas (brani: A1, A2, A4 e B2)
- Eddie Bongo Brown – congas, percussioni (brano: A3)
- Eddie Bongo Brown – congas (brani: B1 e B3)
- Bob Zimmitti – percussioni (brano: B1)
- Bob Zimmitti – marimba, percussioni (brano: B3)
- Julia Tillman – accompagnamento vocale (brani: A3 e B1)
- Luther Waters – accompagnamento vocale (brani: A3 e B1)
- Maxine Waters – accompagnamento vocale (brani: A3 e B1)
- Oren Waters – accompagnamento vocale (brani: A3 e B1)
- The Sid Sharp Strings – strumenti ad arco e corda (brani: A3 e B3)[2]